# Keputran (Sukoharjo)
Keputran is een bestuurslaag in het regentschap Pringsewu van de provincie Lampung, Indonesië. Keputran telt 2442 inwoners (volkstelling 2010).